# NGC 5252
NGC 5252 (również PGC 48189 lub UGC 8622) – galaktyka soczewkowata (S0), znajdująca się w gwiazdozbiorze Panny. Odkrył ją William Herschel 2 lutego 1786 roku. Należy do galaktyk Seyferta typu 2.